# Кац Марк Львович
Кац Марк Львович (12 серпня 1906, Снітків, Подільська губернія, Російська імперія  — 17 травня 1990, Саратов, РРФСР) — радянський фізик. Доктор фізико-математичних наук (1961), професор (1963).

## Життєпис
Марк Кац народився 12 серпня 1906 року в Подільській губернії.
У 1930 році закінчив Одеський інститут народної освіти, В 1930—1941 роках був доцентом кафедри фізики Одеського сільськогосподарського інституту. В той же час (1938—1941 роки) завідував кафедрою фізики Одеського фармацевтичного інституту. Одночасно в 1936—1941 роках був завідувачем лабораторії оптики Одеського університету.
У 1941—1943 роках — доцент Особливого сектора Московського інституту сходознавства, в 1944—1946 рр. — завідувач кафедри фізики Дагестанського медичного інституту. З 1946-го по 1980 рік завідував кафедрою оптики Саратовського державного університету.
Помер 17 травня 1990 року в Саратові.

## Наукова діяльність
Автор понад 250 наукових робіт в області оптики, люмінесценції і фізики твердого тіла. Серед його визначних робіт монографії «Люмінесценція і електронно-діркові процеси в фотохімічно забарвлених кристалах лужногалоїдних сполук» (1960) і «Оптичні квантові генератори» (спільно з М. А. Ковнером і Н. К. Сидоровим, 1964).
Створив метод температурного висвітлювання для дослідження електронних процесів в люмінесцуючих кристалах, який став важливим засобом вивчення спектру локальних рівнів енергії твердого тіла. Довів, що в фосфорі виникають нові центри світіння в результаті захоплення електронів іонами активатора. Встановив механізм анігіляції екситонів і природу центрів забарвлення в кристалах. Розробив методику вимірювання випромінювань малої інтенсивності.

### Праці
- Про напрям фотоструму в міднозакисних вентильних фотоелементах під дією рентгенівських променів // Тр Одес. ун-ту: Зб. НДІ фізики Одес. ун-ту. — 1935. — Т. 1. — С. 47 — 49 (співавт.);
- Изучение новых ультрафиолетовых лучей Солнца // Тр. Эльбрус. экспедиции 1934 и 1935 гг. — Москва; Ленинград, 1936. — С. 91 — 108 (співавт.)
- Ультрафіолетове випромінювання забарвлених монокристалів сильвіна та кам'яної солі // Тр. Одес. ун-ту: Зб. фіз. відділу фіз.-мат. ф-ту. — 1940. — Т. 2 . — С. 201—233.(співавт.);
- Люминесценция и электронно-дырочные процессы в фотохимически окрашенных кристаллах щелочно-галоидных соединений. — Саратов: СГУ, 1960. — 271 с.
- Оптические квантовые генераторы (лазеры). — Саратов: СГУ, 1964. — 352 с.(співавт).